# Проспект Генерала Алексеева
Проспе́кт Генера́ла Алексе́ева (до 2011 года — 3-й Западный проезд, часть Центрального проспекта и 1-го Западного проезда) — улица в Зеленоградском административном округе города Москвы, на территории районов Силино и Матушкино. Проходит от площади Юности до площадки «Алабушево» особой экономической зоны «Зеленоград».
Вторая по протяжённости улица Зеленограда (после Панфиловского проспекта).

## Происхождение названия
Изначальное название дано в 1960-х годах по расположению (на западе) в тогда ещё строящемся городе.
Новое название дано в часть генерала-полковника Дмитрия Фёдоровича Алексеева (1902—1974), командира 354-й стрелковой дивизии, участвовавшей в боях за Крюково (1941) в районах пролегания проспекта. Проспект образован в 2011 году из северной части Центрального проспекта, южной части 1-го Западного проезда, 3-го Западного проезда и проектируемого проезда № 4803.

## Описание

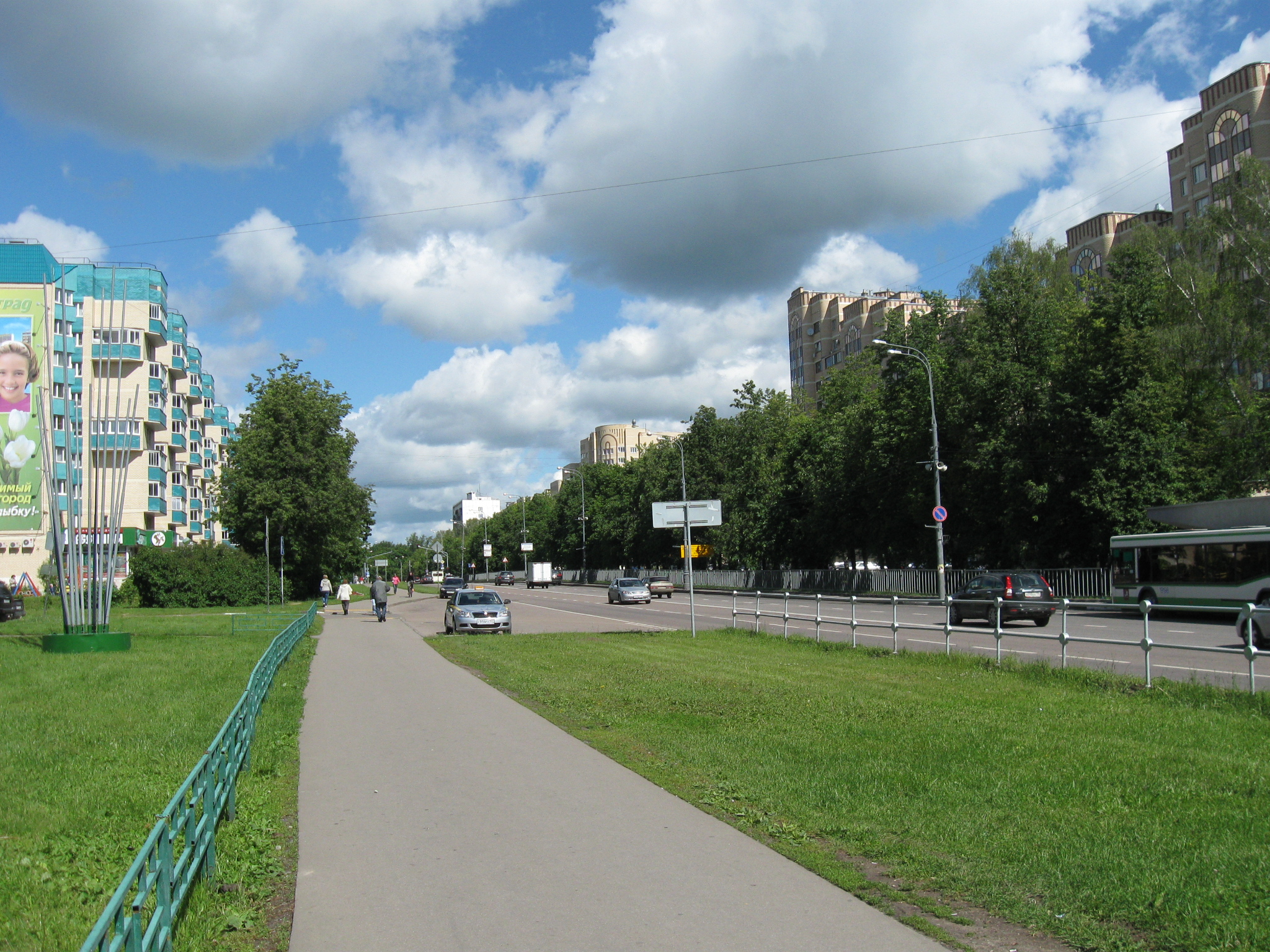
Вид от начала проспекта со стороны второго микрорайона в сторону первого микрорайона

Проспект Генерала Алексеева проходит от площади Юности на северо-запад, затем пересекает Панфиловский проспект, с юга (слева) к нему примыкает 2-й Западный проезд. Затем проспект поворачивает на юго-запад, в этом месте справа примыкает улица Академика Валиева. Затем справа примыкает улица Конструктора Гуськова. В районе примыкания слева Алабушевской улицы проспект снова поворачивает на северо-запад.

## Транспорт
- На участке от площади Юности до Панфиловского проспекта (остановки «1-й Торговый центр» и «Кинотеатр „Электрон“») по проспекту проходят маршруты автобусов № 1, 3, 7, 8, 9, 10, 11, 12, 15(по выходным), 27, 29, 32, 400, 400э (от площади Юности).
- На участке от Панфиловского проспекта до улицы Академика Валиева (остановка «Берёзка») — № 3, 7, 8, 9, 11, 13, 15, 23, 27, 32, 45 (к Панфиловскому проспекту), 312 (к Панфиловскому проспекту), 377 (к Панфиловскому проспекту), 400э (от Панфиловского проспекта).
- На участке от улицы Академика Валиева до улицы Конструктора Гуськова (остановка «Колледж») — № 3, 7, 13, 23 (в сторону улицы Конструктора Гуськова), 27.
- На участке от улицы Конструктора Гуськова до Алабушевской улицы — № 3, 7, 13, 27.
- На участке от Алабушевской улицы до площадки «Алабушево» особой экономической зоны «Зеленоград» (остановки «АЗС», «Автобаза», «Западная») — 3, 7, 13, 27, 30.